# Église Saint-Martin de Naours
L'église Saint-Martin de Naours est située dans le village de Naours, dans le département de la Somme, au nord d'Amiens.

## Historique
L'église de Naours a été construite au XVIe siècle et reconstruite au XVIIe siècle.

## Caractéristiques

### Extérieur
L'église de Naours a été construite en pierre et couverte d'ardoises. Le chœur plus élevé que la nef est de style gothique flamboyant. Il se termine par une abside à trois pans. Il est flanqué sur le côté nord, d'une tour-clocher. Le portail latéral de la nef est en anse de panier.

### Intérieur

#### Mobilier et œuvres d'art
L'église de Naours conserve un certain nombre d'œuvres d'art et d'objets liturgique protégés en tant que monuments historiques :
- un groupe sculpté en bois polychrome du XVIIe siècle représentant La Charité de saint Martin[2], des fonts baptismaux en marbre rouge du XVIIe siècle également, protégé en tant que monument historique, inscription du 18 décembre 1979, au titre d'objet[3] ;
- trois statues de poutre de gloire : Christ en croix, Vierge et saint Jean[4] ;
- un groupe sculpté : Ange gardien avec un enfant en bois doré du XIXe siècle[5] ;
- une chaire à prêcher et bancs en bois bruni (XVIIIe siècle)[6] ;
- une peinture murale marouflée sous un arc représentant la Charité de saint Martin (XIXe siècle)[7] ;
- un ostensoir en cuivre doré avec incrustation de pierres[8]

Le confessionnal en bois comporte l'habitacle du curé avec un boulier à quatre niveaux.

#### Orgue de tribune
L'église Saint-Martin possédait un orgue à cylindre datant de la première moitié du XIXe siècle. Au cours du XIXe siècle les pères basiliens de l'abbaye de Valloires remplacèrent le système initial par un clavier. Il fut une fois encore restauré en 1890 par Paul Deldine. Il subit une nouvelle restauration en 2015-2016 par Christian Boetzlé. Le buffet en sapin est composé de plusieurs volets s'ouvrant sur la tuyauterie.